# Шактизм
Шакти́зм (санскр. शाक्तं, IAST: Śāktaṃ в буквальном переводе — «доктрина силы» или «учение Богини») — направление индуизма, основанное на поклонении Шакти, или Деви, — Богине-матери в индуизме — как абсолютной и изначальной форме Бога. Последователи шактизма именуются шактами (санскр. शक्त, IAST: Śakta).
Наряду с вайшнавизмом, шиваизмом и смартизмом шактизм является одним из четырёх основных направлений в индуизме. Наиболее влиятелен он в таких штатах Индии, как: Западная Бенгалия, Одиша, Ассам, Трипура, Тамилнад, а также в Непале. По наиболее распространённой оценке его доля среди всех индуистов составляет около 3 %.
В целом шактизм выступает индуистской версией почитания богини в других религиях. При том, ни в какой другой религиозной традиции мира не присутствует доктрина, отличающаяся такой откровенно «женской» ориентацией. Важное место в практике занимает обожествление самой женщины, поэтому (как считают шактисты) женоненавистники в принципе не способны практиковать в рамках данной сампрадайи.

## История
Этапы развития шактизма отражают историю индуизма в целом: Индская цивилизация; ведизм; брахманизм и, собственно, индуизм. И хотя в Ведах присутствуют посвящённые богиням гимны, но они играют значительно меньшую роль в сравнении с патриархальными культами богов. Поэтому, ряд учёных, например, Рамчандра Нараян Дандекар, считает, что культ Шакти восходит к доарийскому культу Богини-Матери.
Шактизм исторически тесно переплетается с шиваизмом и тантризмом, хотя не все направления шактизма являются тантрическими. В силу того, что Деви (Шакти) обычно предстаёт в паре с Парашивой (Шивой), который является «Шактиманом» — носителем Шакти, шактизм нередко рассматривается в качестве ответвления / части шиваизма. С возникновением движения бхакти появилась шактистски ориентированная музыка и поэзия бхакти, например, поэты Бхарат Чандра Рай и Рампрасад Сем, писавшие о Кали (Дурге).
В эпоху реформации индуизма в девятнадцатом веке крупный вклад внёс такой шакт-универсалист, как Рамакришна, рассматривавший все формы божественного в качестве единой Богини-Матери.

## Тексты
Как и для всего индуизма, для шактизма Веды являются священным писанием и откровением. Аналогично тому, как в других направлениях индуизма в храмовых службах читается Панча-сукта («пять гимнов») из Риг-веды и Яджур-веды, так и в богослужении большинства шактов декламируется свой перечень ведийских гимнов, а именно те, что посвящены Деви: 1) Деви-сукта; 2) Дурга-сукта; 3) Шри-сукта; 4) Бху-сукта и 5) Нила-сукта.
Упанишады, особенно восемь шактистских древних упанишад (например, Деви-упанишада) и ряд более поздних (Каула-упанишада и другие), также являются источником вероучения.
Однако в силу преимущественно тантрического характера шактизма доминирующую роль в учении и практике играют шактистские и отчасти шиваистские тантры — эзотерические теологические тексты: Йогини-тантра, Йони-тантра; Кали-тантра; Камакалавиласа-тантра; Куларнава-тантра; Маханирвана-тантра; Тара-тантра; Трипура-тантра, в общей сложности число которых около двухсот.
Другими центральными священными текстами шактизма являются отдельные пураны. Особенно важны Девибхагавата-пурана, включающая такой ключевой раздел, как «Деви-гита», «Деви-махатмья» как часть Маркандея-пураны, «Лалита-сахасранама» из Брахманда-пураны, а также Калика-пурана, датируемые VII—X веками.
В жанре сутр написаны Парананда-сутра и Шакти-сутра.
Авторитетны также сборники гимнов «Саундарья-лахари» Шанкары на санскрите и современный сборник на тамильском — «Абирами-антати». Значительна и бенгальская поэзия шактистского бхакти (Бхаратачандра Рай и Рампрасад Сен).
Среди авторов известны философы-ачарьи и гуру Брахмананда Гири (соч. «Шактананда Тарангини» и «Тарарахасья»), Бхаскарарайя, Гаудапада (отчасти), Кришнананда Агамавагиша (соч. «Тантрасара»), Лакшмана Дешикендра (соч. «Сарадатилака») и Пурнананда (соч. «Сьямарахасья» и «Шритатвачинтамани».

## Формы Шакти
Для обозначения Бога как высшего единого Господа в индуизме употребляется термин «Ишвара». Для последователей шактизма его верховной сущностью выступает Деви. В этом смысле она именуется «И́швари» («Госпожа»).
Богиня в аспекте наивысшего единства, в том числе с Парашивой, предстаёт как Махадеви (Махашакти, «Великая Сила»), символом которой является йони — женское чрево.
Кроме Парашакти, в качестве высшей реальности существует также множество форм её проявленности вовне, среди которых встречаются как благостные в виде прекрасной девушки, так и гневные и разрушительные. Основные манифестации-богини, встречающиеся в учении шактизма это: Тридеви (Дурга, Шри-Лакшми и Сарасвати), Трипурасундари (или Лалита), Кали, Навадурга («девять Дург»), Дашамахавидья (10 богинь), Бхайрави, Йогини, Тара, Парвати, Ума, Чамунда, Чанди, Радха, Сита, Камакхья (Кубджика), матрики (7 либо 8 «матерей»).
Существуют также многочисленные местные формы богинь народного шактизма.

## Школы (сампрадаи)
Шактизм подразделяется на множество различных течений и групп. Часть их практикует обряды «правой руки» (дакшиначары) — брахманический ортодоксальный вариант, другие следуют пути «левой руки» (вамачары) — «более тантрическому» варианту, где используется несовместимый с брахманизмом метод (набор ритуалов) панчамакара. В шактизме «левой руки», в свою очередь, выделяются «правые» течения, в антара-пудже которых все обряды вообще могут представляться лишь в воображении, и течения ещё более «левой руки»: пьющие вино из черепов и практикующие ритуальное соитие (майтхуна) не со своей, но с чужой женой («пара стри»). Однако несовместимость таких элементов панчамакары, как мясо, алкоголь и ритуальный секс, с брахманизмом не говорит о внеиндуистском характере этой практики, в целом она явно санкционирована ещё Ведами (майтхуна — символически).
Выделяются две основных традиции (сампрадаи) шактизма: Шри-кула (или Шривидья) и Кали-кула (или Каливидья).
«Шри-кула» почитает Шакти в форме богини Трипурасундари (Шри Лалиты) — изначальной шакти Брахмана. Благостный образ Трипурасундари также связан с такой манифестацией супруги Шивы, как Парвати. Одним из важнейших ритуальных текстов является «Лалита-сахасранама» («Тысяча имен Лалиты»). Основной является Шри-янтра. Данная школа в основном ориентирована на синтез тантризма с ортодоксальным брахманизмом и распространена преимущественно на юге Индии среди тамилов.
«Кали-кула», исходя уже из названия, поклоняется Шакти как богине Кали — одной из грозных манифестаций супруги Шивы. Ключевыми текстами выступают «Кали-тантра» и другие тантры. Основной является Кали-янтра. Последователи преимущественно встречаются на северо-востоке Индии (Бенгалия, Ассам) и в Непале. Так, в Бенгалии высшие, а также низшие касты преимущественно исповедуют шактизм, в то время как средние касты в основном тяготеют к вишнуизму.
Существуют также менее распространённая школа Тара-кула, близкая к буддийскому тантризму, с поклонением индуистско-буддистской богине Таре, и встречающаяся в основном в Бенгалии.
Кроме названных сампрадай, фактически являются шактистскими отдельные школы шиваизма (например, Трика и Кубджикамата) и вишнуизма (Радхаваллабха-сампрадая).

## Праздники
Праздничные дни шактизма совпадают с общеиндуистскими фестивалями, посвящёнными главным богиням. Таковы: Наваратри (включая наиважнейшую для шактов Дурга-пуджу), Кали-пуджа, Тидж (Парвати-пуджа), Васант-панчами (Сарасвати-пуджа) и Дивали (Лакшми-пуджа).

## Священные места и храмы
Четыре главных места паломничества и, соответственно, храмы шактов носят название ади-шактипитхи. Первая посвящена богине Бимале и расположена в храмовом комплексе Джаганнатхи в г. Пури (Орисса); вторая — богине Таратарини и расположена неподалёку от г. Берхампура, также в штате Орисса; третья — богине Камакхья в г. Гувахати (Ассам); четвёртая ади-шактипитха, находится в Калькутте и посвящена Дакшина-Калике.

## Галерея
- Брахман-шакт (Орисса)
- Храм Кали в Дакшинешваре (Калькутта, Западная Бенгалия)
- Храм Лалиты «Девипурам» (Вишакхапатнам, Андхра-Прадеш)
- Храм Камакхья (Гувахати, Ассам)
- Пение бхаджана в храме Камакхья (Гувахати, Ассам)